# Nodo mezzo barcaiolo
Il mezzo barcaiolo è un nodo che viene principalmente utilizzato in arrampicata e alpinismo per assicurare, tramite uno scorrimento controllato della corda (annodata in un apposito moschettone solitamente vincolato alla parete), che vengano ridotti gli eventuali traumi di una caduta dello sportivo che sta salendo (quest'ultimo deve essere legato al capo della corda che viene assicurata tramite il mezzo barcaiolo). La manovra di assicurazione, se correttamente eseguita, garantisce un buon freno al cosiddetto capocordata ossia a chi sale per primo e soffre di un potenziale ed effettivo rischio di caduta; garantisce altresì un ottimo freno per il cosiddetto secondo di cordata che, in realtà, soffre di limitati rischi di caduta effettiva (perché la corda viene recuperata dall'alto, man mano che egli sale). 

## L'assicurazione della cordata
Nello svolgere la sua delicata funzione di mezzo di assicurazione della cordata, questo nodo può essere considerato come un vero e proprio "freno", con pregi e difetti che devono essere ben conosciuti da chi lo utilizza.
Il mezzo barcaiolo non è l'unico freno conosciuto per svolgere tale funzione. Vi sono infatti innumerevoli attrezzi (quali, per esempio, il cosiddetto "secchiello" o "tuber") capaci di assolvere alle stesse necessità, seppure in modo diverso o, comunque, variabile. Ogni attrezzo, difatti, ha una propria capacità frenante (a seconda dell'attrito che riesce a produrre sulla corda) ma ha anche una modalità di utilizzo che spesso incide significativamente su tale capacità. La forza frenante del mezzo barcaiolo, così come quella di qualsiasi altro freno, è infatti strettamente dipendente sia da un coefficiente di attrito (misurabile oggettivamente) sia da una capacità manuale che varia da persona a persona.
Per l'assicurazione dell'arrampicatore o alpinista che sale, la manualistica del Club Alpino Italiano consiglia l'esecuzione del mezzo barcaiolo in un moschettone con ghiera di sicurezza, cosiddetto "a pera". Occorrerebbe inoltre avere l'accortezza di predisporre il nodo in modo che il ramo di corda eventualmente sottoposto a tensione si trovi dal lato "forte" del moschettone (è il lato opposto a quello in cui è presente la leva di apertura).

## Vantaggi
- È un nodo piuttosto semplice, facile da imparare.
- È di veloce esecuzione.
- Lo si può eseguire facilmente anche con una sola mano.
- Ha un elevato coefficiente di moltiplicazione della forza applicata (ossia, sviluppa un notevole attrito ed è dunque un potente moltiplicatore della forza applicata dalla mano che trattiene la caduta).
- Per la sua esecuzione richiede il minimo materiale: solo un moschettone.
- Funziona sempre, indipendentemente dal diametro della corda, dalle condizioni della corda (bagnata o ghiacciata) e dalla direttrice di salita seguita dal capocordata.
- Risulta essere un valido freno anche in caso di caduta inaspettata dell'arrampicatore o alpinista che non abbia ancora posto delle assicurazioni intermedie lungo la propria salita.
- Funziona in modo similare, e senza bisogno di accorgimenti supplementari, sia per assicurare il primo di cordata sia per assicurare il secondo di cordata

## Svantaggi
- Richiede, sempre e comunque, la massima attenzione da parte dell'operatore. Poiché il freno entra in funzione solo se viene applicata una forza trattenente (in opposizione a quella traente derivante da una caduta), l'operatore deve sempre avere nella mano il ramo di corda da trattenere in caso di caduta del compagno.
- Richiede una certa maestria sia per "dare corda" al capocordata che sale, sia per frenare in modo modulato (non troppo violento) l'eventuale caduta del compagno.
- Essendo un freno dotato di un elevato coefficiente moltiplicatore (circa 10 volte la forza che viene applicata in trattenuta), esso può provocare un'indesiderata rigidità nel sistema a catena costituito da: individuo in caduta + corda + ancoraggi intermedi + freno + ancoraggio di sosta". Si noti che, all'aumentare della rigidità del sistema, aumentano proporzionalmente i carichi che le singole componenti sono chiamate ad assorbire.
- Tende a far attorcigliare la corda e a usurarla piuttosto rapidamente.
- Richiede particolari precauzioni nel caso di utilizzo contemporaneo di due corde (pratica piuttosto comune nell'arrampicata e alpinismo). È infatti vivamente sconsigliato, anche se apparentemente pratico, effettuare un mezzo barcaiolo per ciascuna corda e porre tali nodi in uno stesso moschettone.

## Altri utilizzi in ambito arrampicatorio e alpinistico
Il mezzo barcaiolo viene anche utilizzato per qualsiasi manovra di corda o operazione che richieda un freno. Per esempio, per calare in modo controllato il compagno in un punto sottostante o anche per scendere (in casi di emergenza) in corda doppia, avendo l'accortezza di abbinare a tale freno un prusik o nodo machard a o altro dispositivo meccanico autobloccante.

## Un nodo "italiano"
In molti paesi e nella comunità arrampicatoria e alpinistica internazionale il mezzo barcaiolo è anche conosciuto come "italian hitch", in onore al fatto che tale nodo è stato studiato e poi promosso per un suo utilizzo in montagna (venendo ufficialmente riconosciuto dalla UIAA verso la fine degli anni sessanta), dal Club Alpino Italiano e, in particolare, dalla sua Commissione Centrale Materiali e Tecniche.